# Gisèle Casadesus

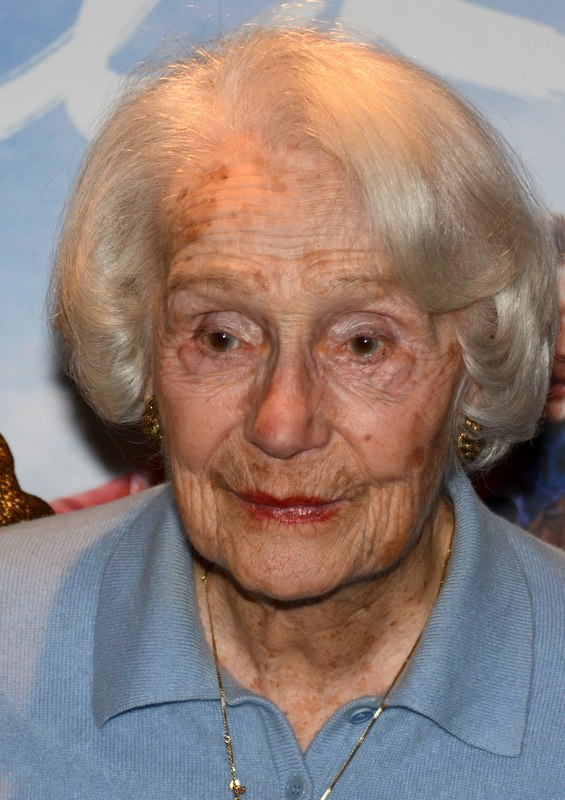
Gisèle Casadesus (2014)

Gisèle Casadesus (* 14. Juni 1914 in Paris; † 24. September 2017 ebenda) war eine französische Schauspielerin.

## Leben
Die Eltern von Gisèle Casadesus waren der Komponist Henri Casadesus und die Harfenistin Marie-Louise Beetz. Ihr Bruder war der Schauspieler Christian Casadesus.
Ihr Filmdebüt gab sie 1934 in einer Hauptrolle als Geneviève in L’aventurier, ein Jahr später begann sie an der Comédie-Française. Ein Filmerfolg war 1943 neben Michel Simon ihre Clotilde in Vautrin. Es folgten die Parts jugendlicher Heldinnen, so etwa 1946 als Marie mit Raimu in Der ewige Gatte. Zum Star entwickelte sich Gisèle Casadesus in den 1970er-Jahren: Im Jahr 1971 war sie die Gräfin d’Eguzon in La belle aventure, als Nicole Leguen war sie Jean Gabins Frau, die von Sophia Loren in André Cayattes Das Urteil (1974) entführt wird; sie war die Mutter von Claude Jade in Schach dem Roboter (1976). Ihre bekannteste Rolle war schließlich die Titelheldin Rose als das Kindermädchen von Claude Jades Sohn in Alle lieben Mami Rose (Mamie Rose, 1976). Ihre Grand-mère au pair in diesem Film zeugte von Weisheit und Eleganz, als sie ein aggressives Kind betreut und nebenbei die Ehe der jungen Eltern (Claude Jade, Claude Giraud) rettet.
Der Däne Gabriel Axel engagierte sie 1977 für die Catherine in Un crime de notre temps, bei Claude Lelouch war sie 1996 in Männer und Frauen – Die Gebrauchsanweisung als Clara Bernard Tapies Mutter. Seit dem Jahr 2000 spielte sie, ihrem Alter entsprechend, die Großmutter. Zu einem Alterserfolg wurde 2010 ihre Hauptrolle als Margueritte in Das Labyrinth der Wörter.
Casadesus starb im September 2017 im Alter von 103 Jahren in Paris. Sie wurde auf dem Cimetière Communal in Ars-en-Ré auf der Île de Ré, Département Charente-Maritime, beigesetzt. Sie war die Mutter des Dirigenten Jean-Claude Casadesus, der Schauspielerin Martine Pascal (* 1939), des Komponisten Dominique Probst und der Malerin Béatrice Casadesus (* 1942).

## Filmografie (Auswahl)
- 1934: L’aventurier
- 1943: Vautrin
- 1946: Der ewige Gatte (L’homme au chapeau rond)
- 1947: Casanova (Les aventures de Casanova)
- 1948: Im Schatten einer Lüge (Route sans issue)
- 1949: Zwischen 11 und Mitternacht (Entre onze heures et minuit)
- 1949: Ritter seines Königs (Du Guesclin)
- 1966: Das Geheimnis der weißen Masken (TV-Serie)
- 1974: Das Urteil (Verdict)
- 1975: Alle lieben Mami Rose (Mamie Rose)
- 1976: Die getreue Frau (Une femme fidèle)
- 1976: Schach dem Roboter (Le collectionneur de cerveaux)
- 1979: Das Licht der Gerechten (La lumière des justes)
- 1988: Sweet Lies
- 1996: Männer und Frauen – Eine Gebrauchsanweisung (Hommes, femmes, mode d’emploi)
- 1999: Ein Sommer auf dem Lande (Les enfants du marais)
- 2000: Aïe
- 2005: Palais Royal!
- 2005: Une femme d’honneur (Fernsehserie, 1 Folge)
- 2009: Die Eleganz der Madame Michel (Le hérisson)
- 2009: Inside Ring (Le premier cercle)
- 2010: Das Labyrinth der Wörter (La tête en friche)
- 2010: Sarahs Schlüssel (Elle s’appelait Sarah)
- 2011: Le grand restaurant II (TV)
- 2012: Sous le figuier
- 2014: Wochenenden in der Normandie (Week-ends)